# 7a etapa del Tour de França de 2009
La 7a etapa del Tour de França de 2009 es disputà el divendres 10 de juliol sobre un recorregut de 224 quilòmetres entre Barcelona i l'estació d'esquí d'Arcalís, al Principat d'Andorra, sent aquesta la primera etapa de muntanya de la present edició del Tour. La victòria fou pel francès Brice Feillu, que arribà en solitari després d'una llarga escapada.

## Recorregut de l'etapa
Amb sortida des de l'avinguda Maria Cristina de Barcelona, la 7a etapa ha de dur els ciclistes fins al bell mig dels Pirineus. Primer fan un recorregut pels carrers de la ciutat, passant per l'avinguda del Paral·lel, la ronda de Sant Pau, el carrer del Comte d'Urgell, la Gran Via de les Corts Catalanes, el passeig de Gràcia, Gran de Gràcia, plaça de Lesseps, l'avinguda de Vallcarca i la ronda de Dalt per agafar la carretera de l'Arrabassada i dirigir-se cap a Sant Cugat del Vallès i Terrassa, on poc després es troben la primera dificultat del dia, el coll de Montserrat. D'aquí segueixen cap a Manresa i Solsona, on poc abans troben el port de Solsona, de 3a categoria. A Solsona els ciclistes passen pel primer esprint especial de la jornada i poc després s'enfronten al primer port de primera categoria de la present edició el coll de Serra Seca, que enllaça amb el coll del Port del Comte de 3a categoria. Un fort descens duu els ciclistes a Organyà, per seguir cap a la Seu d'Urgell i Andorra. Dos nous esprints especials, a Andorra la Vella i la Cortinada són l'avantsala de l'arribada a l'estació d'esquí d'Ordino-Arcalís.

## Desenvolupament de l'etapa

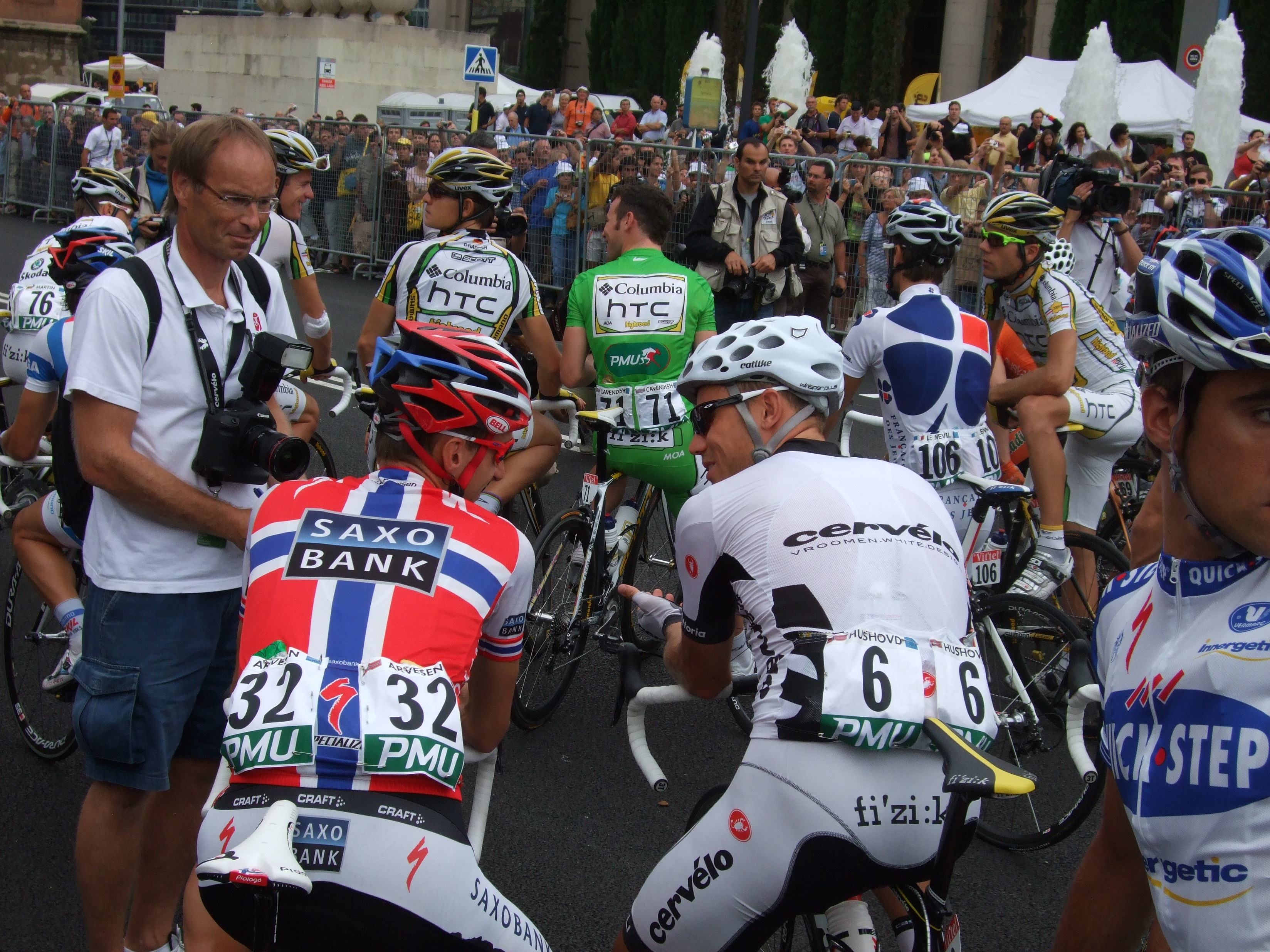
Kurt Asle Arvesen i Thor Hushovd preparats per a la sortida des de Barcelona.

Només prendre la sortida un grup de vuit corredors va atacar, però va ser ràpidament neutralitzat pel gran grup. Poc després es començà a gestar l'escapada del dia, formada per: Egoi Martínez (Euskaltel-Euskadi), Christophe Riblon (AG2R-La Mondiale) i José Ivan Gutierrez (Caisse d'Épargne). Al km 34 se'ls uní Rinaldo Nocentini (AG2R-La Mondiale), Aliaksandr Kuchynski (Liquigas), Christophe Kern (Cofidis), Jérôme Pineau (Quick Step), Brice Feillu (Agritubel) i Johannes Fröhlinger (Team Milram).
Aquest grup de 9 va anar augmentant la diferència respecte al gran grup fins a tenir una màxima de 14' 20" al km 65. Això va fer que l'Astana es posés al capdavant del gran grup per evitar que anés augmentant, i si bé no va reduir-la considerablement, si va estabilitzar les diferències: 11' 45" al port de Solsona i 12' al coll de Serra Seca. En arribar a Andorra els escapats encara mantenien una diferència superior als 11', si bé a partir d'aquest moment el ritme del grup principal augmentà notablement, cosa que va fer que al peu d'Ordino-Arcalís el grup sols tingués uns 60 membres.
Els escapats comencaren la darrera ascensió del dia amb 7' sobre el grup principal. Kuschynski va ser el primer a quedar despenjat, alhora que es començaven a produir diversos atacs. Brice Feillu atacà a 5 quilòmetres de l'arribada i aconseguí mantenir una petita diferència, que era de 32" a manca d'un quilòmetre, i que li permeté arribar en solitari a la meta d'Ordino i aconseguir la victòria. La resta de companys d'escapada arribaren darrere seu.
Pel darrere, entre els favorits, no hi va haver cap mena d'atac, tot i que els primers quilòmetres del port eren els més dificultosos. L'Astana dominà la cursa, amb set components entre els primers, posant un ritme sostingut per evitar els atacs d'Andy Schleck, Cadel Evans i Carlos Sastre.
Evans va ser el primer a intentar un atac, però va ser seguit per una vintena de corredors. El seu company Jurgen van den Broeck atacà a 2 km de l'arribada, però va ser respost per Alberto Contador, que marxà en solitari i aconseguí treure 21" a Evans i els altres favorits, a la meta.
Les diferències que s'establiren provocaren un canvi de líder, ja que Fabian Cancellara no pogué seguir els ritmes dels millors i perdé més de 9' respecte al vencedor d'etapa. El nou líder era l'italià Rinaldo Nocentini, amb 6" sobre Contador, i sent el primer italià a dur el mallot groc des que Alberto Elli el portés el 2000.

## Esprints intermedis
| 1r | José Ivan Gutierrez  | 6 pts |
| 2n | Aleksandr Kuschynski | 4 pts |
| 3r | Egoi Martinez        | 2 pts |

| 1r | Christophe Kern | 6 pts |
| 2n | Egoi Martinez   | 4 pts |
| 3r | Jérôme Pineau   | 2 pts |

| 1r | José Ivan Gutierrez | 6 pts |
| 2n | Jérôme Pineau       | 4 pts |
| 3r | Johannes Fröhlinger | 2 pts |

## Ports de muntanya
| 1r | Christophe Riblon   | 3 pts |
| 2n | Egoi Martínez       | 2 pts |
| 3r | José Ivan Gutiérrez | 1 pt  |

| 1r | Christophe Riblon    | 4 pts |
| 2n | Aleksandr Kuschynski | 3 pts |
| 3r | Egoi Martínez        | 2 pts |
| 4t | Brice Feillu         | 1 pt  |

| 1r | Christophe Riblon    | 15 pts |
| 2n | Egoi Martínez        | 13 pts |
| 3r | Aleksandr Kuschynski | 11 pts |
| 4t | Christophe Kern      | 9 pts  |
| 5è | Brice Feillu         | 8 pts  |
| 6è | Jérôme Pineau        | 7 pts  |
| 7è | Rinaldo Nocentini    | 6 pts  |
| 8è | José Ivan Gutiérrez  | 5 pt   |

| 1r | Christophe Riblon    | 4 pts |
| 2n | Aleksandr Kuschynski | 3 pts |
| 3r | Egoi Martínez        | 2 pts |
| 4t | Christophe Kern      | 1 pt  |

| 1r  | Brice Feillu        | 40 pts |
| 2n  | Christophe Kern     | 36 pts |
| 3r  | Johannes Frohlinger | 32 pts |
| 4t  | Rinaldo Nocentini   | 28 pts |
| 5è  | Egoi Martínez       | 24 pts |
| 6è  | Christophe Riblon   | 20 pts |
| 7è  | Jérôme Pineau       | 16 pts |
| 8è  | José Ivan Gutiérrez | 14 pts |
| 9è  | Alberto Contador    | 12 pts |
| 10è | Cadel Evans         | 10 pts |

## Classificació de l'etapa
|    | Ciclista            | Equip             | Temps      |
| -- | ------------------- | ----------------- | ---------- |
| 1  | Brice Feillu        | Agritubel         | 6h 11' 31" |
| 2  | Christophe Kern     | Cofidis           | + 5"       |
| 3  | Johannes Fröhlinger | Milram            | + 25"      |
| 4  | Rinaldo Nocentini   | AG2R La Mondiale  | + 26"      |
| 5  | Egoi Martínez       | Euskaltel–Euskadi | + 45"      |
| 6  | Christophe Riblon   | AG2R La Mondiale  | + 1' 05"   |
| 7  | Jérôme Pineau       | Quick Step        | + 2' 32"   |
| 8  | José Ivan Gutiérrez | Caisse d'Epargne  | + 3' 14"   |
| 9  | Alberto Contador    | Team Astana       | + 3' 26"   |
| 10 | Cadel Evans         | Silence-Lotto     | + 3' 47"   |

## Classificació general
|    | Ciclista              | Equip             | Temps       |
| -- | --------------------- | ----------------- | ----------- |
| 1  | Rinaldo Nocentini     | AG2R La Mondiale  | 25h 44' 32" |
| 2  | Alberto Contador      | Team Astana       | + 6"        |
| 3  | Lance Armstrong       | Team Astana       | + 8"        |
| 4  | Levi Leipheimer       | Team Astana       | + 39"       |
| 5  | Bradley Wiggins       | Garmin-Slipstream | + 46"       |
| 6  | Andreas Klöden        | Team Astana       | + 54"       |
| 7  | Tony Martin           | Team Columbia-HTC | + 1' 00"    |
| 8  | Christian Vande Velde | Garmin-Slipstream | + 1' 24"    |
| 9  | Andy Schleck          | Team Saxo Bank    | + 1' 49"    |
| 10 | Vincenzo Nibali       | Liquigas          | + 1' 54"    |

## Classificacions annexes

### Classificació per punts
| Classificació per punts | Total   |
| ----------------------- | ------- |
| Mark Cavendish          | 106 pts |
| Thor Hushovd            | 105 pts |
| Gerald Ciolek           | 66 pts  |

### Classificació de la muntanya
| Classificació de la muntanya | Total  |
| ---------------------------- | ------ |
| Brice Feillu                 | 49 pts |
| Christophe Riblon            | 46 pts |
| Christophe Kern              | 46 pts |

### Classificació del millor jove
| Classificació del millor jove | Temps       |
| ----------------------------- | ----------- |
| Tony Martin                   | 25h 45' 32" |
| Andy Schleck                  | + 49"       |
| Vincenzo Nibali               | + 54"       |

### Classificació per equips
| Classificació per equips | Total       |
| ------------------------ | ----------- |
| Team Astana              | 79h 39' 51" |
| AG2R La Mondiale         | + 01' 48"   |
| Team Columbia-HTC        | + 04' 42"   |

### Combativitat
- Christophe Riblon

## Abandonaments
- Sébastien Joly